# Henri Bontenbal
Henri Bontenbal (ur. 10 listopada 1982 w Rotterdamie) – holenderski polityk i konsultant, poseł do Tweede Kamer, od 2023 lider Apelu Chrześcijańsko-Demokratycznego (CDA).

## Życiorys
Z wykształcenia fizyk, studiował na Uniwersytecie w Lejdzie. Przez kilkanaście lat zawodowo związany z sektorem energetycznym, był m.in. głównym konsultantem do spraw strategii w przedsiębiorstwie Stedin. Działacz Apelu Chrześcijańsko-Demokratycznego; w ramach instytutu naukowego partii zajmował się kwestiami zrównoważonego rozwoju i energii.
W wyborach w 2021 z ramienia CDA ubiegał się o mandat posła do Tweede Kamer. Wykonywał go od czerwca do września i od września do grudnia tegoż roku, zastępując tymczasowo innych deputowanych. Ponownie zasiadł w niższej izbie Stanów Generalnych w styczniu 2022, gdy poseł Wopke Hoekstra objął stanowisko ministerialne w nowo powołanym rządzie. W sierpniu 2023 Henri Bontenbal został nowym liderem politycznym swojego ugrupowania. W tym samym roku został wybrany do Tweede Kamer na kolejną kadencję.